# Óskar Jónasson
Pour les articles homonymes, voir Jonasson.
Óskar Jónasson, né le 30 juin 1963 à Reykjavík, est un réalisateur et scénariste islandais.
Son long métrage Remote Control (en) a été sélectionné au Festival de Cannes 1993 dans la sélection Un certain regard.

## Filmographie
- 1989 : The Sugarcubes: Live Zabor
- 1992 : SSL-25 (court métrage)
- 1992 : Remote Control (en)
- 1993 : Limbó (TV series)
- 1997 : Pearls and Swine
- 2000 : Úr öskunni í eldinn
- 2001-2002 : Áramótaskaup (en)
- 2002 : 20/20
- 2003 : Svínasúpan (TV series)
- 2005 : Stelpurnar (TV series)
- 2008 : Illegal Traffic  (Reykjavík-Rotterdam)
- 2008 : Svartir englar (TV series)
- 2001 : Thor: Legend of the Magical Hammer
- 2013 : Fiskar á Þurru Landi
- 2016 : Fyrir framan annað fólk

## Distinctions
- 2008 : Edda Award : Meilleur réalisateur et meilleur scénario pour Illegal Traffic  (Reykjavík-Rotterdam)[3],[4]